# Kriegerdenkmal Hinsdorf

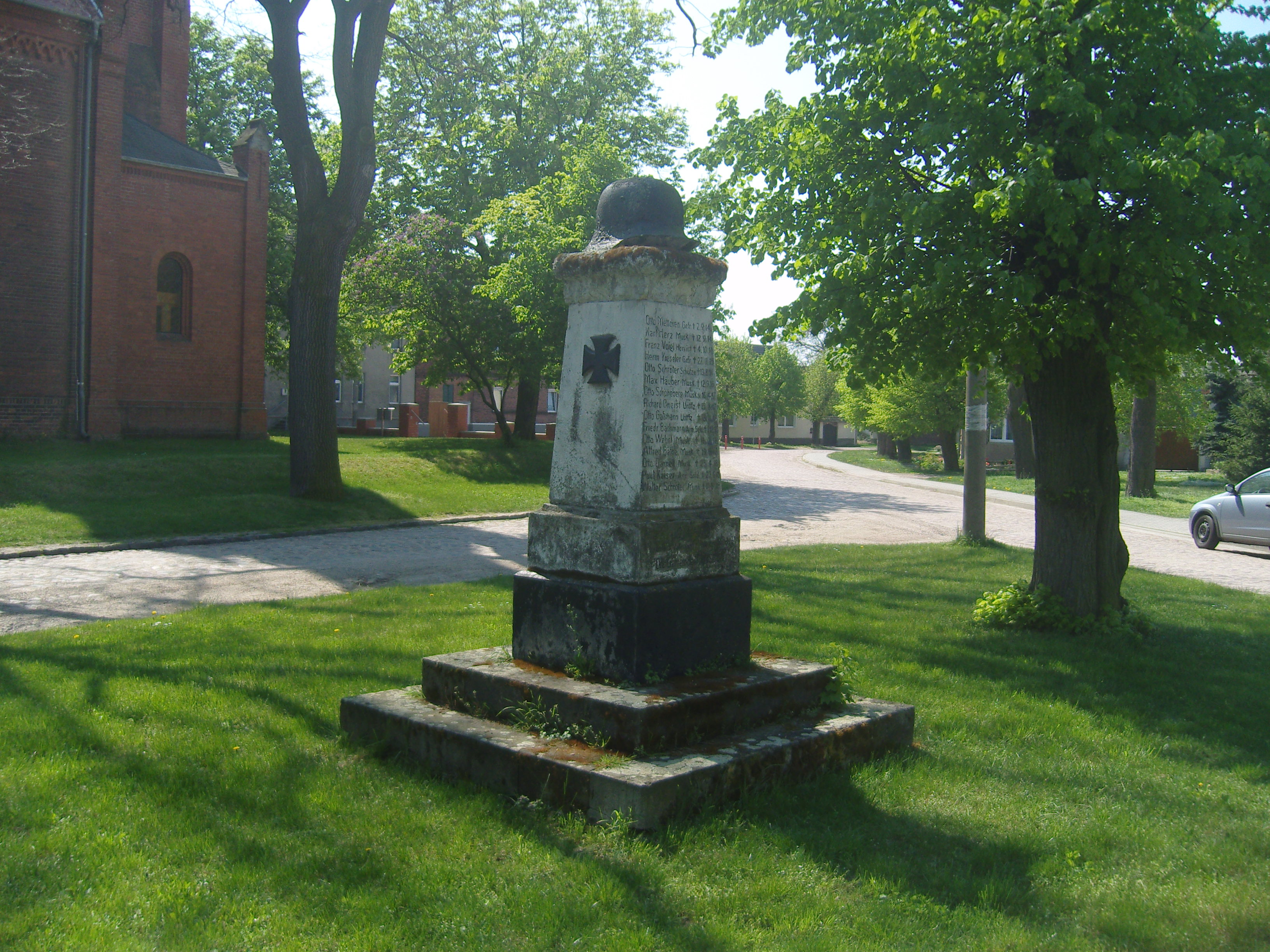
Das Kriegerdenkmal in Hinsdorf in der Nähe der Kirche

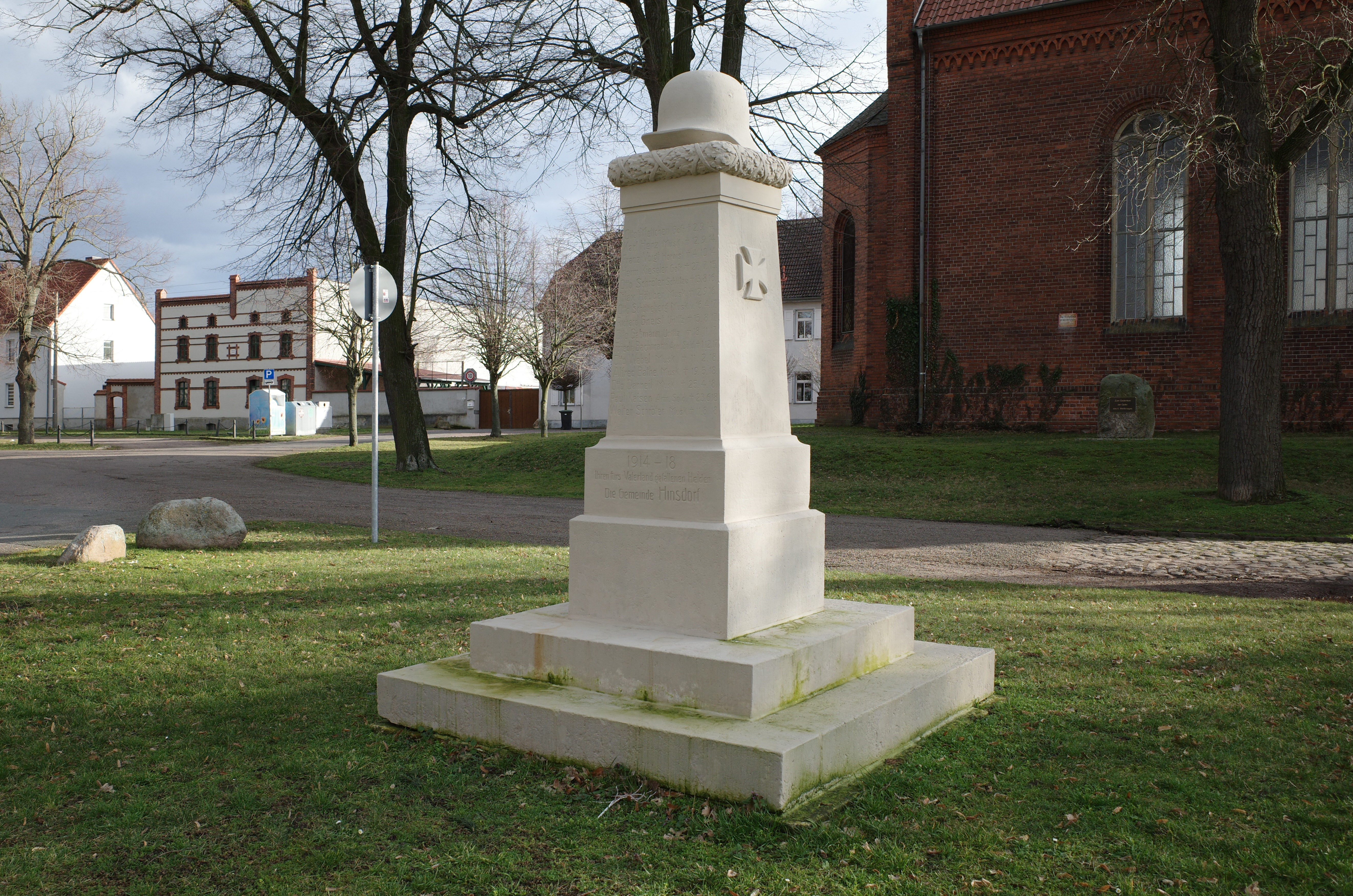
2019 wurde das Denkmal saniert

Das Kriegerdenkmal Hinsdorf ist ein denkmalgeschütztes Kriegerdenkmal im Ortsteil Hinsdorf der Stadt Südliches Anhalt in Sachsen-Anhalt. Im örtlichen Denkmalverzeichnis ist es mit der Erfassungsnummer 094 70783 als Baudenkmal verzeichnet.

## Allgemeines
Das Kriegerdenkmal in Hinsdorf steht auf einer Freifläche an der Straße Bauernreihe nördlich der Kirche des Ortes. Es ist eine weiß gestrichene Stele auf einem mehrstufigen Sockel, die zur Erinnerung an die Gefallenen des Ersten Weltkriegs errichtet wurde. Es ist mit einem Eisernen Kreuz verziert und wird von einem Soldatenhelm gekrönt. Die Stele enthält eine Inschrift und die Namen der gefallenen Soldaten.